# Концерт для скрипки с оркестром (Дворжак)
Концерт для скрипки с оркестром ля минор, опус 53, № 108 по каталогу Бургхауса А. Дворжака создан в период с 5 июля 1879 до 4 апреля — 25 мая 1880 (исправления: осень 1882)
Концерт для скрипки с оркестром ля минор считается одной из лучших работ Дворжака так называемого Славянского периода. Концерт возник по соседству с первым циклом Славянских танцев, Чешской сюитой, Славянской рапсодией или Симфонией № 6 ля мажор, с которыми его объединяет выразительная, народная мелодичность и в целом позитивный настрой. В стилизации партии скрипки композитор максимально использует вокальную выразительность инструмента, в то время как на уровне оркестра снова подтверждает своё мастерство в полноте и выразительности звучания целого оркестра. Концерт относится к любимым и наиболее часто исполняемым произведениям композитора и сегодня безусловно относится к основным произведениям мирового скрипичного репертуара.

## История создания
Скрипичный Концерт Дворжак сочинял по заказу издателя Симрока, а исполнителем мировой премьеры должен был быть один из самых тогда знаменитых скрипачей, основатель и директор Берлинской высшей школы музыки, Йозеф Иоахим. Познакомились музыканты в начале апреля 1879 года во время посещения композитором Берлина. Иоахим, однако, заинтересовался произведением Дворжака ещё раньше у своего друга Иоганеса Брамса.
Позже со своим квартетом (и ещё двумя скрипачами) исполнил в мировой премьере Дворжака Смычковый секстет ля мажор, потом его исполнял во время своего визита в Лондон, а на концертах квартета часто исполнял другие камерные произведения Дворжака.
Генезис скрипичного концерта по меркам Дворжака был довольно долгий и сложный и его можно разделить на четыре фазы:

### I. Июль — сентябрь 1879 г.
Первую версию концерта Дворжак создал во время своего пребывания в гостях у друга Гёбла в городе Сихров. Эта изначальная версия в основном имела тот же тематический материал, что и финальная, однако аранжировка существенно отличалась. Первоначальный набросок, датированный 5 — 13.7 повёз с собой композитор в Берлин в конце июля, где в честь Дворжака Иоахим устроил праздничный ужин. По в течение августа и сентября Дворжак внёс изменения, рекомендованные Иоахимом, а в ноябре концерт послал Иоахиму для просмотра. На первой странице была надпись, написанная Дворжаком: « Посвящается великому маэстро Йозефу Иоахиму». В сопроводительном письме Дворжак просит высказать Иоахима «своё неприукрашенное мнение». Иоахим извинился за свою занятость, но пообещал как можно скорее произведение Дворжака «con amore» просмотреть.

### II. Апрель — май 1880 г.
С того времени никакой корреспонденции между двумя музыкантами не сохранилось, поэтому невозможно сказать, были ли какие — то письменные замечания Иоахима к концерту или нет. Однако замечания в устной форме были высказаны на рубеже марта и апреля 1880 г., когда Дворжак навестил Иоахима в Берлине. Можно предположить, что оценка маэстро не была положительной, так как после этой консультации, Дворжак приступил к принципиальной переработке всего концерта. Партитуру нового варианта, подписанную «новая версия», Дворжак снова отослал Иоахиму. Ответ, однако, получил лишь через два года.

### III. Август — октябрь 1882 г.
В августе 1882 года Дворжак получил от Иоахима новое письмо, в котором маэстро дал подробную оценку произведения и одновременно предложил некоторые изменения, главное сольных партий, для более удобного исполнения и снижения густоты инструментовки. Дворжак и эти требования выполнил и по приглашению Иоахима в сентябре приехал в Берлин, чтобы вместе концерт отрепетировать. С большим облегчением композитор пишет своему издателю Симроку: «два раза играл с Иоахимом концерт для скрипки, очень ему понравился а также понравился присутствовавшему на репетиции господину Келлеру. Очень рад, что наконец эта история завершится. Переработка лежала у Иоахима целых два года! Был так любезен, что сам исправил партию скрипки, осталось только кое-что изменить в финале и в некоторых местах смягчить инструментовку. В начале ноября должен снова ехать в Берлин, до этого времени всё будет готово и Иоахим устроит оркестровую репетицию в Берлинской высшей школе музыки»

### IV. Декабрь 1882 г.
В то время как с Иоахимом работа над концертом закончилась, новые изменения партитуры перед изданием потребовал консультант Симрока Роберт Келлер. Предложил, чтобы первые две части небыли связаны attacca, а были абсолютно отделены. Следующее предложение касалось третьей части, чтобы она была существенно укорочена. В то время как последнее предложение Дворжак частично принял, а в Финале провёл два больших сокращения, на связи двух первых частей настаивал. В этом его поддержал и Пабло де Сарасата и сам Симрок, который, в конце концов, эту версию произведения принял к печати.

## Структура
1. Allegro ma non troppo (att.)
2. Adagio ma non troppo
3. Finale. Allegro giocoso, ma non troppo

## Инструментовка
- 2 флейты
- 2 гобоя
- 2 кларнета
- 2 фагота
- 4 валторны
- 2 трубы
- литавры
- скрипки
- альты
- виолончели
- контрабасы
- скрипка — соло

Продолжительность — 31 минута.

## Премьера и дальнейшие исполнения концерта
Несмотря на то, что произведение было посвящено Йосефу Иоахиму, который даже принял активное участие в его создании, а Дворжак с уверенностью предполагал, что именно Иоахим будет его первым исполнителем, знаменитый скрипач концерт никогда не исполнял. Написание концерта длилось целых четыре года и за это время Иоахим вероятно потерял к нему интерес. К тому времени Иоахим уже стал известным дирижёром, композитором, руководителем высшей музыкальной школы, но уже не концертирующим скрипачом, кем был четыре года назад.
К счастью Дворжак нашёл для премьеры концерта другого адекватного исполнителя. Стал им молодой чешский скрипичный виртуоз Франтишек Ондричек. После обучения в Праге и в Париже, озарял своими выступлениями слушателей по всей Европе, позже и в России, и в Соединённых штатах и вскоре стал одним из самых знаменитых исполнителей своего времени. Разучить новое произведение Дворжака считал своей обязанностью и в течение сентября и октября 1883 года регулярно навещал Дворжака, чтобы в его присутствии отработать некоторые детали. Премьера концерта, которая была началом большого турне Ондричка по Европе, состоялась 14 октября 1883 года в Пражском концертном зале Рудольфинум. И позднее Ондричек постоянно включал концерт в свой репертуар, чем помог его быстрому распространению в мировых музыкальных центрах. Немало важную роль также сыграло исполнение концерта Ёзефом Суком, Сальваторо Аккардо и Давидом Ойстрахом.

## Основные записи
| год  | солист           | дирижёр            | оркестр                                                  | фирма звукозаписи       |
| ---- | ---------------- | ------------------ | -------------------------------------------------------- | ----------------------- |
| 1936 | Иегуди Менухин   | Георг Энеску       | Society of the Cons. Concerts Orch.                      | EMI                     |
| 1949 | Давид Ойстрах    | Кирилл Кондрашин   | Государственный академический симфонический оркестр СССР | Melodia                 |
| 1950 | Давид Ойстрах    | Карел Анчерл       | Симфонический оркестр чешского радио                     | Praga Digitals          |
| 1951 | Исаак Штерн      | Димитри Митропулос | Нью-Йоркский симфонический оркестр                       | Idi                     |
| 1960 | Йозеф Сук        | Карел Анчерл       | Чешский симфонический оркестр                            | Supraphon               |
| 1961 | Руджеро Риччи    | Малколм Сарджент   | Лондонский симфонический оркестр                         | Decca                   |
| 1965 | Иссак Штерн      | Евгений Орманди    | Филадельфийский оркестр                                  | Sony                    |
| 1974 | Исаак Перельман  | Даниэл Баренбом    | Лондонский симфонический оркестр                         | EMI                     |
| 1975 | Руджеро Риччи    | Вальтер Сузкинд    | Сент-Луисский симфонический оркестр                      | Vox, Brilliant Classics |
| 1988 | Киунг-Ва Чунг    | Рикардо Мути       | Филадельфийский симфонический оркестр                    | EMI                     |
| 1988 | Вацлав Гудечек   | Иржи Белоглавек    | Чешский симфонический оркестр                            | Supraphon               |
| 1989 | Мидори           | Зубин Мета         | Нью-Йоркский симфонический оркестр                       | CBS Masterworks         |
| 1997 | Максим Венгеров  | Курт Мазур         | Нью-Йоркский симфонический оркестр                       | Teldec                  |
| 2001 | Павел Шпорцл     | Владимир Ашкенази  | Чешский филармонический оркестр                          | Supraphon               |
| 2004 | Джеймс Энес      | Джанандриа Носеда  | симфонический оркестр Би-би-си                           | Chandos                 |
| 2013 | Анна-София Мутер | Манфред Хонек      | Берлинский филармонический оркестр                       | DG                      |
| 2014 | Йозеф Шпачек     | Иржи Белоглавек    | Чешский филармонический оркестр                          | Supraphon               |